# Ямпольчик
Ямпольчик (укр. Ямпільчик) — село в Чемеровецком районе Хмельницкой области Украины.
Население по переписи 2001 года составляло 802 человека. Почтовый индекс — 31608. Телефонный код — 3859. Занимает площадь 1,818 км². Код КОАТУУ — 6825289901.

## Местный совет
31608, Хмельницкая обл., Чемеровецкий р-н, с. Ямпольчик, ул. Ученическая, 16